# 장안구
장안구(長安區)는 대한민국 경기도 수원시 북서부에 위치한 구이다. 구명은 장안동(長安洞)에 있는 장안문(長安門)에서 유래했다. 장안구가 설치될 당시에는 장안동과 장안문 모두를 포함하고 있었으나, 영통구의 신설로 인해 장안동과 장안문은 현재 팔달구에 소재해 있다.

## 역사
- 1988년 7월 1일 장안구를 신설하였다.[4][5]
- 1990년 1월 1일 파장동에서 율천동을 분동하고, 정자동을 정자1동·정자2동으로, 지만동을 지동·우만동으로 분동하였다.
- 1990년 5월 20일 송원동을 송죽동·조원동으로 분동하였다.
- 1993년 2월 1일 팔달구가 신설되어 팔달동·남향동·지동·우만동·이의동이 팔달구로 분리되었다.
- 2003년 2월 10일 정자1동에서 정자3동을 분동하고, 조원동을 조원1동·조원2동으로 분동하였다.
- 2003년 11월 24일 영통구가 신설되어 신안동·화서1동·화서2동이 팔달구에 편입되었다.

## 지리
장안구는 동쪽으로는 팔달구 우만동, 영통구 이의동, 용인시 수지구와, 서쪽으로는 권선구 구운동·입북동, 의왕시 부곡동과, 남쪽으로는 권선구 서둔동, 팔달구 화서1동·화서2동·행궁동과, 북쪽으로는 의왕시 고천동, 용인시 수지구와 인접해 있다.
수원시의 북부관문에 위치한 교통의 요충지로서 수도권으로의 교통량 분산지 역할을 하고 있으며, 광교산과 광교저수지, 수원천이 흐르는 자연환경을 보전하고 있다.

## 행정 구역

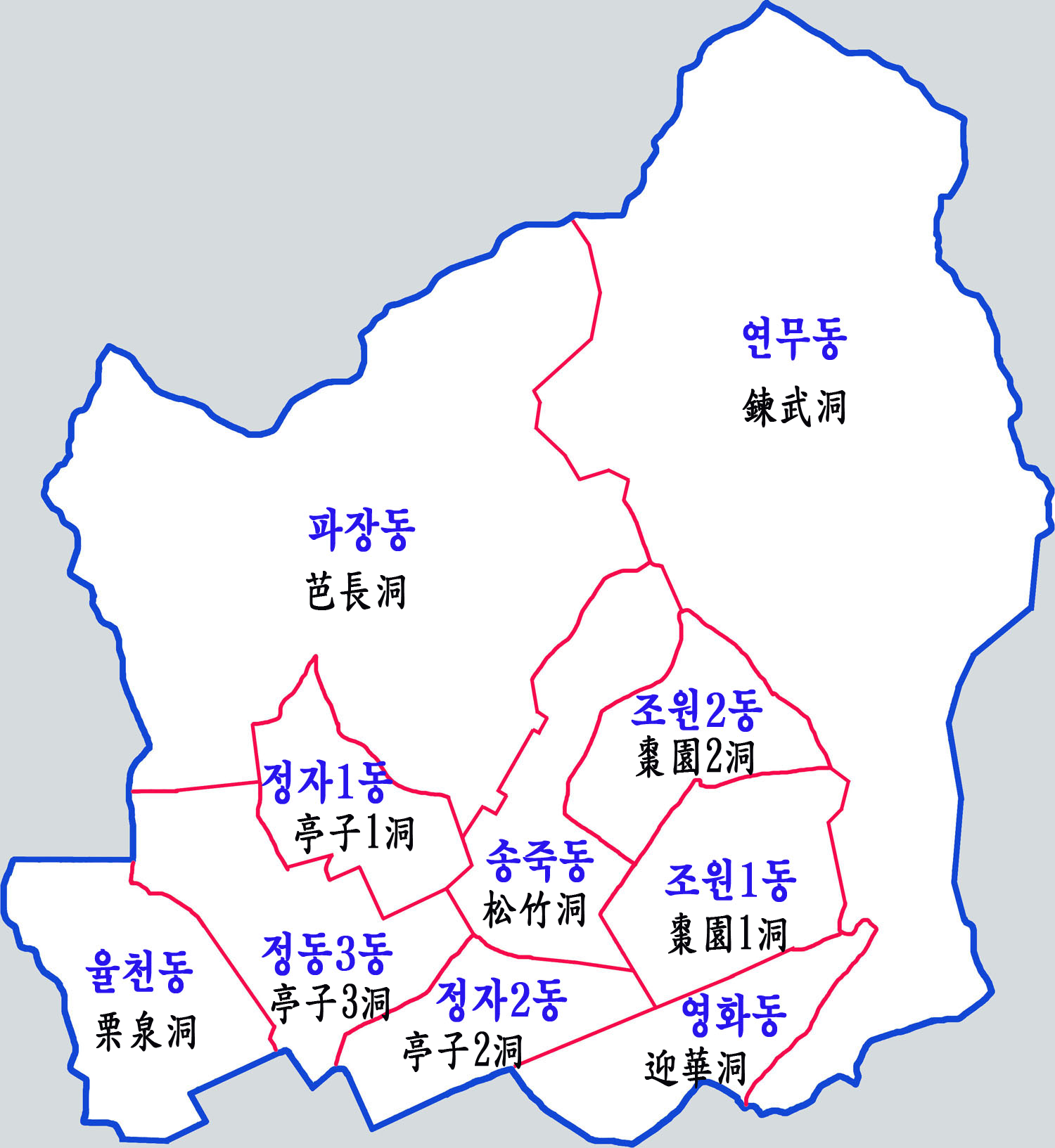
장안구의 행정구역

인구는 2022년 1월 30일 기준이다.
| 행정동  | 한자    | 면적 (km2) | 세대    | 인구 (명) |
| ------- | ------- | ---------- | ------- | --------- |
| 파장동  | 芭長洞  | 8.62       | 10,720  | 23,621    |
| 율천동  | 栗泉洞  | 2.98       | 19,848  | 43,775    |
| 정자1동 | 亭子1洞 | 1.27       | 10,939  | 28,957    |
| 정자2동 | 亭子2洞 | 1.44       | 15,059  | 36,821    |
| 정자3동 | 亭子3洞 | 1.44       | 14,285  | 41,482    |
| 영화동  | 迎華洞  | 1.27       | 10,750  | 21,504    |
| 송죽동  | 松竹洞  | 1.68       | 8,925   | 19,607    |
| 조원1동 | 棗園1洞 | 1.84       | 12,859  | 28,446    |
| 조원2동 | 棗園2洞 | 1.05       | 6,501   | 18,515    |
| 연무동  | 鍊武洞  | 11.58      | 8,440   | 16,912    |
| 장안구  | 長安區  | 33.17      | 118,326 | 279,640   |

## 인구
| 연도   | 총인구    | ; |
| ------ | --------- | - |
| 1990년 | 314,776명 |   |
| 1995년 | 254,278명 |   |
| 2000년 | 305,348명 |   |
| 2005년 | 285,401명 |   |
| 2010년 | 286,084명 |   |
| 2015년 | 299,611명 |   |

## 교육 기관
- 사립대학교

|  | - 성균관대학교 자연과학캠퍼스 |

- 사립전문대학

|  | - 동남보건대학교 |

## 스포츠
- 수원종합운동장

## 같이 보기
- 수원시
- 권선구
- 팔달구
- 영통구
- 수원종합운동장